# Berliner Bewegung
La Berliner Bewegung est un rassemblement antisémite actif dans le royaume de Prusse dans les années 1880.

## Débuts et succès

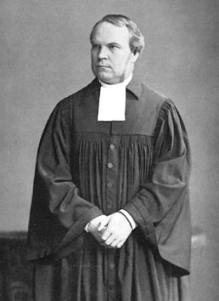
Adolf Stoecker.

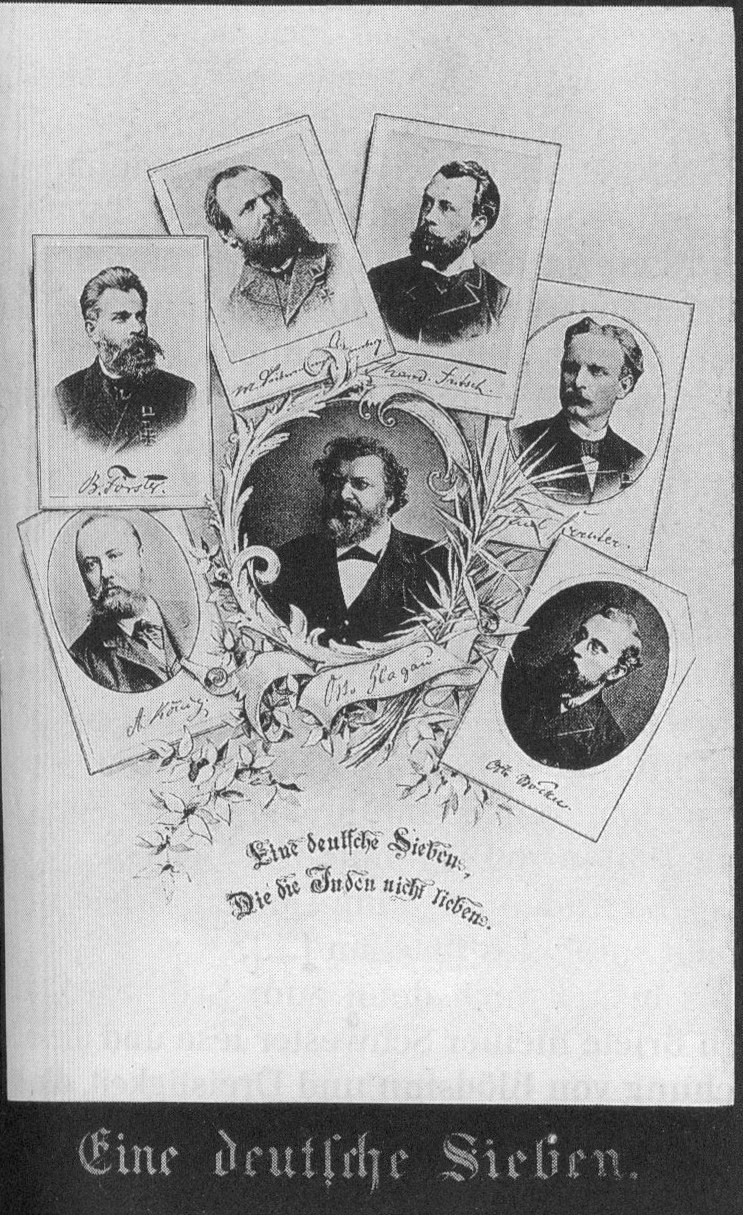
Principaux représentants de la "Berliner Bewegung" : Au milieu Otto Glagau puis, dans le sens des aiguilles d'une montre, Adolf König, Bernhard Förster, Max Liebermann von Sonnenberg, Theodor Fritsch, Paul Förster et Otto Böckel.

La Berliner Bewegung (Mouvement berlinois) est née de l'antisémitisme montant en Allemagne à la fin des années 1870. Il ne s'agit ni d'un parti politique ou d'une association mais plutôt d'une dénomination commune pour une multitude de groupuscules et de personnes dont la caractéristique principale était la haine des Juifs.
L'idéologie antisémite de la Berliner Bewegung a été portée par un antilibéralisme et un anticapitalisme vagues, résultant du krach de 1873, par la crainte de la croissance de la social-démocratie et par la montée d'une entente nationale de type ethno-racial au sein de la bourgeoisie intellectuelle. On retrouve ces idées particulièrement dans les écrits de l'essayiste Otto Glagau.
Le tournant conservateur qu'Otto von Bismarck donne à sa politique en 1878-1879 en rompant avec le libéralisme et en engageant une politique intérieure conservatrice sur le plan social (lois socialistes, fin du Kulturkampf) renforce le mouvement. Bismarck instrumentalise sciemment la "Berliner Bewegung" pour affaiblir le libéralisme ; probablement la finançait-il également grâce aux fonds Welfs. Cependant, en raison de son radicalisme et de son faible succès politique, le chancelier s'en détache au début des années 1880.
Le discours d'Adolf Stoecker intitulé "Unsere Forderungen an das moderne Judenthum" prononcé en 1879 marquera l'histoire du mouvement. Ce discours est la marque du début de l'antisémitisme moderne. Adolf Stoecker et son parti chrétien-social ont alors formé le noyau de ce mouvement qui regroupe une multitude de personnes et de groupuscules antisémites, antilibéraux, conservateurs et pseudo-anticapitalistes, dont les membres sont principalement des artisans, des propriétaires de magasins de Berlin mais également des officiers ou des universitaires. À ses débuts, la "Berliner Bewegung" est soutenue par le Deutschkonservative Partei qui veut se constituer une base de masses. Il profite de l'ambiance antisémite et antilibérale qui règne alors en Allemagne tout comme du début public sur la responsabilité de l'État concernant les intérêts sociaux. En 1880-1881 la "Berliner Bewegung" lance la fameuse "Pétition antisémite", qui a pour but de mettre un frein à l'assimilation juridique des Juifs. 250 000 personnes signent la pétition.
Entre-temps des petits groupes racistes se sont constitués à Berlin comme la Ligue antisémite de Wilhelm Marr, le Soziale Rechtspartei d'Ernst Henrici et le Deutscher Volksverein de Max Liebermann von Sonnenberg. Contrairement aux chrétiens-sociaux, ils représentent un antisémitisme raciste et créent grâce à l'agitation occasionnée une atmosphère généralisée hostile aux Juifs qui se propage également à travers des violences comme les bagarres du Nouvel-An à Berlin, l'affaire Kantorowicz ou l'incendie de la synagogue de Neustett. Cela ne dissuade pas le Deutschkonservative Partei qui coopère avec les antisémites ultraradicaux au Comité Central conservateur. Le but avoué était de briser la domination des libéraux et de la SPD à Berlin. Lors des élections au Reichstag de 1881, des membres de la « Berliner Bewegung » sont candidats pour les conservateurs. Malgré le gain de voix, ils n'ont pas pu remporter la circonscription et la collaboration au sein du Comité Central conservateur fut remise en cause.

## Le conflit antisémite de Berlin
La « Berliner Bewegung » connaît son heure de gloire en 1882 : Adolf Stoecker est un orateur très demandé. Le prince Wilhelm, le futur Guillaume II d'Allemagne était adhérent des Chrétiens-sociaux, et même Guillaume Ier d'Allemagne accorde une audience à Stoecker et à quelques-uns de ses adeptes.
C'est également en 1882 que se tient le Congrès international antijuif de Dresde, au sein duquel Stoecker occupe une place centrale.
En dehors du prédicateur qu'était Adolf Stoecker, c'est avant tout l'historien Heinrich von Treitschke qui fit admettre les positions de la "Berliner Bewegung" à la cour lors du conflit antisémite de Berlin. Celui-ci avait publié plusieurs articles dans  les Annales prussiennes (1879-1880) dans lesquelles il avait exprimé sa compréhension pour les arguments et les buts de l'antisémitisme et averti que la phrase "Les Juifs sont notre malheur !" retentirait si les Juifs ne changeaient pas. Ses opinions trouvèrent un écho avant tout chez les étudiants, tandis que ses collègues du corps professoral condamnaient sévèrement l'antisémitisme dans la "Notabelnerklärung". Le succès de l'antisémitisme gagna très vite les étudiants, il se propagea non seulement aux associations des étudiants allemands qui s'étaient formées pour diffuser la Pétition antisémite, mais également dans beaucoup de Burschenschaften.

## Déclin et répercussions
Lorsque Bismarck met en place sa politique des cartels en 1886, Stoecker et ses adeptes tombent de haut. D'une part, ils ne pouvaient pas remettre en cause leur fidélité au gouvernement qu'ils avaient constamment proclamée et d'autre part ils ne pouvaient pas soutenir le Parti Libéral National, le "parti des Juifs", qui faisait partie du gouvernement. Bismarck abandonne Stoecker et les conservateurs prennent leur distance. Le déclin de la « Berliner Bewegung » ne se fit pas attendre.
Avec la défaite des antisémites aux élections de 1881, la fin avait déjà retenti pour la "Berliner Bewegung". Les adhérents des associations et des partis étaient en nette baisse, tout comme le nombre des réunions et des journaux. Certains agitateurs radicaux déçus comme Bernhard Förster ou Ernst Henrici avaient quitté le pays. D'autres antisémites comme Max Liebermann von Sonnenberg, Oswald Zimmermann et Otto Böckel poursuivirent leurs activités à la fin des années 1880 en province, particulièrement en Hesse et en Saxe. Les partis fondés dans ces provinces restèrent, tout comme le Christlichsoziale Partei de Stoecker, des petits partis.

## Importance du mouvement
Très peu de recherches ont été faites jusqu'à présent sur la « Berliner Bewegung » en tant que phénomène de masse. La plupart du temps, on identifie le mouvement à l'efficacité d'Adolf Stoecker, ce qui est cependant incorrect, car ce dernier n'était qu'une personnalité parmi les autres. La signification historique de la « Berliner Bewegung » a résidé dans le fait que pour la première fois en Allemagne, elle a constitué un public de masse pour l'antisémitisme moderne et a marqué politiquement la petite bourgeoisie de manière durable.
John C. G. Röhl écrit en 1997 à propos de la « Berliner Bewegung » que son importance « ne peut être sous-estimée en ce qui concerne le développement politique et culturel de l'Allemagne » car elle disposait d'une audience importante, car de larges cercles de population étaient concernés et car d'autre part elle bénéficiait d'un fort soutien dans les milieux universitaires, dans le corps des officiers prussiens et à la cour.

## Sources
- (de) Cet article est partiellement ou en totalité issu de l’article de Wikipédia en allemand intitulé « Berliner Bewegung » (voir la liste des auteurs).